# Melasina korbi
Melasina korbi är en fjärilsart som beskrevs av Hans Rebel 1907. Melasina korbi ingår i släktet Melasina och familjen säckspinnare. Inga underarter finns listade i Catalogue of Life.